# Frutto acerbo (film 1934)
Frutto acerbo è un film del 1934 diretto da Carlo Ludovico Bragaglia tratto dalla commedia Le fruit vert di Régis Gignoux e Jacques Téry. Si tratta del rifacimento della pellicola austriaca Frǖchtchen, prodotta dalla Universal e diretto da Richard Eichberg.

## Trama
Inizio 1900. Una vedova ancora piacente è corteggiata da un facoltoso avvocato. La figlia della donna, attrice di varietà, nella speranza di convincere l'uomo della bontà della sua scelta, tenta di ringiovanire la madre fingendosi una tredicenne. La situazione si complica quando la finta tredicenne si innamora di un amico dell'avvocato; ma tutto si aggiusta e le nozze saranno celebrate contemporaneamente, la madre con l'avvocato, la figlia con l'amico dell'avvocato.

## Produzione
Il film fu girato negli stabilimenti Cines. I titoli di testa sono pieni di errori, specialmente nei nomi stranieri. Il regista appare anche come aiuto regista e scenografo. Mancano invece i nomi dello scenografo Gastone Medin e del costumista Gino Carlo Sensani.

## Critica
- "Frutto acerbo ha un soggetto francese e una protagonista viennese. Eppure, nonostante questo, è venuto fuori una divertente commedia italiana. Il merito è in primo luogo della regia di Carlo Ludovico Bragaglia, gradevolmente spigliata e mossa. In secondo luogo della interpretazione di Nino Besozzi, che raramente è stato più fine, più spontaneo, più naturalmente disinvolto e gioviale." (Filippo Sacchi, Corriere della Sera, 4 ottobre 1934)
- "Una commediola divertente senza pretese d'originalità, ma condotta con garbo, senso umoristico, gaiezza. Un'ambientazione piena di gusto, una messinscena che è la quintessenza dell'eleganza e una recitazione accuratissima." (Enrico Roma, Cinema Illustrazione, n. 42, 17 ottobre 1934)